# Ascoli Calcio 1898 FC 2020-2021
Questa voce raccoglie le informazioni riguardanti l'Ascoli Calcio FC 1898 nelle competizioni ufficiali della stagione 2020-2021.

## Stagione
Dopo la travagliata stagione passata, che ha visto l'Ascoli salvarsi all'ultima giornata, per la stagione 2020-2021 la società bianconera affida la guida tecnica della squadra a Valerio Bertotto, alla sua prima esperienza in Serie B. Il tecnico torinese viene esonerato dopo 8 partite, ed aver raccolto un misero bottino di 5 punti. Viene scelto come sostituto Delio Rossi. Però con questa mossa non arriva lo sperato cambio di marcia, anzi, l'Ascoli nelle successive 6 partite fa ancor peggio, raccogliendo solo 1 punto e sprofondando in zona retrocessione.
Così anche Delio Rossi viene esonerato, gli subentra Andrea Sottil, che nella stagione precedente era riuscito a salvare il Pescara. L'Ascoli con lui cambia volto, e nelle restanti 24 partite di campionato conquista 10 vittorie e 8 pareggi, riuscendo a salvarsi. Così, per la prima volta dal ritorno in Serie B, l'Ascoli conferma l'allenatore per la stagione successiva e gli rinnova il contratto fino al 2023. Fondamentali per agguantare la salvezza, sono stati i gol di Bajic, Sabiri e del nuovo acquisto, Federico Dionisi.

## Divise e sponsor
Lo sponsor tecnico per la stagione 2020-2021 è Nike: main e second sponsor della stagione sono rispettivamente Fainplast Compounds e Moretti Design, back sponsor è Green Network. Sul pantaloncino è collocato la sponsorizzazione Air Fire.
| Casa | Trasferta | Terza divisa |  |

## Organigramma societario
Area direttiva
- Patron: Massimo Pulcinelli
- Presidente: Carlo Neri
- Vicepresidente Vicario: Andrea Di Maso
- Vicepresidente: Vittorio Cimin
- Direttore generale: Piero Ducci
- Amministratore delegato: Andrea Leo
- Ufficio Amministrazione: Grazia Maria Di Silvestre, Gaia Gaspari
- Ufficio legale: Maria Cristina Celani
- Segretario generale: Marco Maria Marcolini
- Delegato alla Sicurezza: Mauro Cesari
- Vice delegato alla Sicurezza: Orietta Contisciani

Area comunicazione e marketing
- Responsabile Marketing: Domenico  Verdone
- Responsabile Comunicazione e Addetto Stampa: Valeria Lolli
- Responsabile Biglietteria: Marco Maria Marcolini
- Supporter Liaison Officer: Giuseppe Cinti

Area sportiva
- Direttore sportivo: Giuseppe Bifulco (fino al 10/12/2020), poi Ciro Polito (dal 17/12/2020)
- Team Manager e Segretario sportivo: Mirko Evangelista
- Coordinatore Settore Giovanile: Gianmarco Marucchi

Area tecnica
- Allenatore: Valerio Bertotto[1]
Delio Rossi[2]
Andrea Sottil[3]
- Vice allenatore: Claudio Bazeu[1]
Fedele Limone[2]
Simone Baroncelli[3]
- Preparatore dei portieri: Daniele Grendene[1]
Domenico Botticella[2]
Amedeo Petrazzuolo[3]
- Preparatore Atletico: Francesco Benassi[1]
Ignazio Cristian Bella[3]
- Recupero infortunati: Nazzareno Salvatori
- Match Analyst: Salvatore Gentile [3]

Area sanitaria
- Fisioterapista: Emiliano Di Luigi
- Collaboratore: Teodoro De Luca

## Rosa
Rosa tratta dal sito ufficiale dell'Ascoli aggiornata all'11 gennaio 2021.
| N. |                       | Ruolo | Calciatore                 |
| -- | --------------------- | ----- | -------------------------- |
| 1  | Italia (bandiera)     | P     | Nicola Leali               |
| 2  | Italia (bandiera)     | D     | Raffaele Pucino            |
| 3  | Italia (bandiera)     | D     | Daniele Sarzi Puttini      |
| 3  | Italia (bandiera)     | D     | Tommaso D'Orazio           |
| 4  | Italia (bandiera)     | D     | Gabriele Corbo             |
| 5  | Italia (bandiera)     | D     | Emin Ghazoini              |
| 7  | Italia (bandiera)     | C     | Michele Cavion             |
| 8  | Italia (bandiera)     | C     | Davide Petrucci            |
| 8  | Romania (bandiera)    | A     | Adrian Stoian              |
| 9  | Mali (bandiera)       | A     | Aly Mallé                  |
| 9  | Italia (bandiera)     | A     | Federico Dionisi           |
| 10 | Italia (bandiera)     | A     | Gianmarco Cangiano         |
| 11 | Serbia (bandiera)     | A     | Nikola Ninković            |
| 11 | Italia (bandiera)     | A     | Vittorio Parigini          |
| 12 | Italia (bandiera)     | P     | Luca Bolletta              |
| 13 | Italia (bandiera)     | C     | Christian Scorza           |
| 14 | Grecia (bandiera)     | C     | Chrīstos Dōnīs             |
| 15 | Italia (bandiera)     | D     | Danilo Quaranta            |
| 17 | Portogallo (bandiera) | A     | Ricardo Matos              |
| 17 | Italia (bandiera)     | C     | Nicola Mosti               |
| 18 | Italia (bandiera)     | D     | Simone Pinna               |
| 19 | Italia (bandiera)     | A     | Edoardo Tassi              |
| 20 | Austria (bandiera)    | D     | Lukas Spendlhofer          |
| 21 | Germania (bandiera)   | C     | Abdelhamid Sabiri          |
| 22 | Senegal (bandiera)    | P     | Khadim Ndiaye              |
| 23 | Italia (bandiera)     | D     | Riccardo Brosco (capitano) |

| N. |                                 | Ruolo | Calciatore           |
| -- | ------------------------------- | ----- | -------------------- |
| 24 | Grecia (bandiera)               | D     | Anastasios Aulōnitīs |
| 25 | Italia (bandiera)               | C     | Alberto Gerbo        |
| 26 | Marocco (bandiera)              | A     | Soufiane Bidaoui     |
| 27 | Italia (bandiera)               | C     | Mirko Eramo          |
| 28 | Italia (bandiera)               | D     | Alessio Santese      |
| 29 | Slovacchia (bandiera)           | A     | Ľubomír Tupta        |
| 29 | Italia (bandiera)               | D     | Fabrizio Cacciatore  |
| 30 | Bosnia ed Erzegovina (bandiera) | C     | Dario Šarić          |
| 32 | Italia (bandiera)               | C     | Fabrizio Caligara    |
| 33 | Italia (bandiera)               | D     | Simone Sini          |
| 36 | Italia (bandiera)               | C     | Andrea Franzolini    |
| 39 | Grecia (bandiera)               | A     | Apostolos Vellios    |
| 42 | Italia (bandiera)               | P     | Gianluca Radano      |
| 43 | Italia (bandiera)               | D     | Lorenzo Pulsoni      |
| 45 | Senegal (bandiera)              | P     | Mouhamadou Sarr      |
| 69 | Germania (bandiera)             | C     | Oliver Kragl         |
| 72 | Italia (bandiera)               | C     | Andrea Danzi         |
| 77 | Liechtenstein (bandiera)        | C     | Marcel Büchel        |
| 84 | Italia (bandiera)               | D     | Niccolò Tofanari     |
| 88 | Albania (bandiera)              | C     | Dean Lico            |
| 91 | Italia (bandiera)               | A     | Cosimo Chiricò       |
| 93 | Italia (bandiera)               | A     | Simone Simeri        |
| 94 | Francia (bandiera)              | A     | Gabriel Charpentier  |
| 98 | Italia (bandiera)               | C     | Nicholas Pierini     |
| 99 | Bosnia ed Erzegovina (bandiera) | A     | Riad Bajić           |

## Calciomercato

### Sessione estiva(dal 01/09 al 05/10)
| Acquisti | Acquisti           | Acquisti       | Acquisti                                          |
| R.       | Nome               | da             | Modalità                                          |
| -------- | ------------------ | -------------- | ------------------------------------------------- |
| P        | Khadim Ndiaye      | Atalanta       | prestito                                          |
| P        | Fallou Sarr        | Bologna        | prestito con diritto di riscatto e controriscatto |
| D        | Gabriele Corbo     | Bologna        | prestito con diritto di riscatto e controriscatto |
| D        | Danilo Quaranta    | Catanzaro      | fine prestito                                     |
| D        | Francesco Semeraro | Roma           | fine prestito                                     |
| D        | Simone Sini        | Ternana        | definitivo                                        |
| D        | Lukas Spendlhofer  | Sturm Graz     | definitivo                                        |
| D        | Niccolò Tofanari   | Fano           | fine prestito                                     |
| C        | Marcel Büchel      | Juve Stabia    | definitivo                                        |
| C        | Moutir Chajia      | Virtus Entella | fine prestito                                     |
| C        | Chrīstos Dōnīs     | Panathīnaïkos  | definitivo                                        |
| C        | Alberto Gerbo      | Crotone        | fine prestito                                     |
| C        | Oliver Kragl       | Benevento      | prestito                                          |
| C        | Lorenzo Laverone   | L.R. Vicenza   | fine prestito                                     |
| C        | Diogo Pinto        | Benfica        | riscatto cartellino                               |
| A        | Riad Bajić         | Udinese        | prestito                                          |
| A        | Gianmarco Cangiano | Bologna        | prestito con diritto di riscatto e controriscatto |
| A        | Cosimo Chiricò     | Monza          | definitivo                                        |
| A        | Simone Ganz        | Como           | fine prestito                                     |
| A        | Edoardo Tassi      | Fano           | fine prestito                                     |
| A        | Ľubomír Tupta      | Verona         | prestito con diritto di riscatto                  |
| A        | Apostolos Vellios  | Atromītos      | definitivo                                        |

| Cessioni | Cessioni             | Cessioni       | Cessioni              |
| R.       | Nome                 | a              | Modalità              |
| -------- | -------------------- | -------------- | --------------------- |
| P        | Gabriele Marchegiani | Novara         | fine prestito         |
| D        | Cristian Andreoni    | Bari           | definitivo            |
| D        | Erick Ferigra        | Torino         | fine prestito         |
| D        | Andreaw Gravillon    | Inter          | fine prestito         |
| D        | Luca Ranieri         | Fiorentina     | fine prestito         |
| D        | Leonardo Sernicola   | Sassuolo       | fine prestito         |
| D        | Nahuel Valentini     | Padova         | definitivo            |
| C        | Petar Brlek          | Genoa          | fine prestito         |
| C        | Lorenzo Laverone     | Ternana        | definitivo            |
| C        | Leonardo Morosini    | Brescia        | fine prestito         |
| C        | Simone Padoin        |                | rescissione contratto |
| C        | Mario Piccinocchi    |                | svincolato            |
| C        | Michele Troiano      |                | svincolato            |
| A        | Giacomo Beretta      |                | rescissione contratto |
| A        | Moutir Chajia        |                | rescissione contratto |
| A        | Maurice Čović        | Hertha Berlino | fine prestito         |
| A        | Simone Ganz          | Mantova        | definitivo            |
| A        | Lorenzo Rosseti      | Como           | definitivo            |
| A        | Gianluca Scamacca    | Sassuolo       | fine prestito         |
| A        | Marcello Trotta      | Frosinone      | fine prestito         |

### Sessione invernale(dal 04/01 al 01/02)
| Acquisti | Acquisti            | Acquisti  | Acquisti      |
| R.       | Nome                | da        | Modalità      |
| -------- | ------------------- | --------- | ------------- |
| D        | Tommaso D'Orazio    | Bari      | prestito      |
| D        | Simone Pinna        | Cagliari  | prestito      |
| C        | Fabrizio Caligara   | Cagliari  | prestito      |
| C        | Andrea Danzi        | Verona    | prestito      |
| C        | Nicola Mosti        | Monza     | prestito      |
| C        | Diogo Pinto         | Potenza   | fine prestito |
| A        | Soufiane Bidaoui    |           | svincolato    |
| A        | Gabriel Charpentier | Genoa     | prestito      |
| A        | Federico Dionisi    | Frosinone | definitivo    |
| A        | Vittorio Parigini   | Genoa     | prestito      |
| A        | Simone Simeri       | Bari      | prestito      |
| A        | Adrian Stoian       |           | svincolato    |

| Cessioni | Cessioni              | Cessioni       | Cessioni                         |
| R.       | Nome                  | a              | Modalità                         |
| -------- | --------------------- | -------------- | -------------------------------- |
| P        | Khadim Ndiaye         | Atalanta       | fine prestito                    |
| P        | Ricardo Matos         | Casertana      | prestito                         |
| D        | Daniele Sarzi Puttini | Bari           | definitivo                       |
| D        | Simone Sini           | Alessandria    | definitivo                       |
| D        | Niccolò Tofanari      | Matelica       | definitivo                       |
| C        | Chrīstos Dōnīs        | VVV-Venlo      | prestito con diritto di riscatto |
| C        | Alberto Gerbo         | Cosenza        | definitivo                       |
| C        | Diogo Pinto           | Vilafranquense | prestito                         |
| C        | Christian Scorza      | Piacenza       | prestito                         |
| A        | Cosimo Chiricò        | Padova         | prestito                         |
| A        | Aly Mallé             |                | svincolato                       |
| A        | Nikola Ninković       | Brescia        | svincolato                       |
| A        | Nicholas Pierini      | Sassuolo       | fine prestito                    |
| A        | Edoardo Tassi         | Viterbese      | definitivo                       |

### Trasferimenti successivi alla sessione invernale
| Acquisti | Acquisti            | Acquisti | Acquisti   |
| R.       | Nome                | da       | Modalità   |
| -------- | ------------------- | -------- | ---------- |
| D        | Fabrizio Cacciatore |          | svincolato |

| Cessioni | Cessioni          | Cessioni     | Cessioni      |
| R.       | Nome              | a            | Modalità      |
| -------- | ----------------- | ------------ | ------------- |
| D        | Lukas Spendlhofer | Bnei Sakhnin | prestito      |
| A        | Ľubomír Tupta     | Verona       | fine prestito |

## Risultati

### Serie B

#### Girone di andata
| Arbitro: | Abbattista (Molfetta) |

|                     |           |           |
| Alf. Donnarumma 32’ | Marcatori | 1’ Cavion |

| Arbitro: | Ros (Pordenone) |

|  |           |                                |
|  | Marcatori | 54’ Mar. Mancosu 66’ Henderson |

| Arbitro: | Dionisi (L'Aquila) |

|           |           |  |
| Salvi 75’ | Marcatori |  |

| Arbitro: | Meraviglia (Pistoia) |

|                     |           |               |
| Sabiri 5’ Bajić 25’ | Marcatori | 90’ Mazzocchi |

| Arbitro: | Giua (Olbia) |

|                    |           |  |
| André Anderson 87’ | Marcatori |  |

| Arbitro: | Massimi (Termoli) |

|  |           |             |
|  | Marcatori | 38’ Scavone |

| Arbitro: | Maggioni (Lecco) |

|                         |           |           |
| Vido 79’ Birindelli 82’ | Marcatori | 51’ Bajić |

| Arbitro: | Gariglio (Pinerolo) |

|            |           |                         |
| Sabiri 84’ | Marcatori | 72’ (rig.) Mat. Mancosu |

| Arbitro: | Amabile (Vicenza) |

|                          |           |            |
| Aramu 55’ Fiordilino 68’ | Marcatori | 14’ Pucino |

| Arbitro: | Illuzzi (Molfetta) |

|  |           |                             |
|  | Marcatori | 17’ (rig.) Galano 40’ Ceter |

| Arbitro: | Marini (Roma) |

|                             |           |                     |
| Strizzolo 17’ Deli 43’, 55’ | Marcatori | 26’, 32’, 57’ Bajić |

| Arbitro: | Robilotta (Sala Consilina) |

|  |           |                                   |
|  | Marcatori | 45’ Báez 48’ Gliozzi 79’ Bittante |

| Arbitro: | Marchetti (Ostia Lido) |

|                             |           |            |
| Meggiorini 9’ Padella 90+2’ | Marcatori | 66’ Sabiri |

| Arbitro: | Rapuano (Rimini) |

|                                 |           |  |
| Carlos Augusto 34’ Frattesi 88’ | Marcatori |  |

| Arbitro: | Abisso (Palermo) |

|                 |           |  |
| Sabiri 28’, 75’ | Marcatori |  |

| Arbitro: | Camplone (Pescara) |

|           |           |          |
| Moreo 72’ | Marcatori | 2’ Bajić |

| Arbitro: | Ghersini (Genova) |

|                          |           |            |
| Cangiano 83’ Kragl 90+1’ | Marcatori | 19’ Liotti |

| Arbitro: | Santoro (Messina) |

|                |           |  |
| Tavernelli 79’ | Marcatori |  |

| Ascoli Piceno 23 gennaio 2021, ore 14:00CET 19ª giornata | Ascoli           | 0 – 0 referto | Chievo | Stadio Cino e Lillo Del Duca\| Arbitro: \| Rapuano (Rimini) \| |
| Arbitro:                                                 | Rapuano (Rimini) |               |        |                                                                |

#### Girone di ritorno
| Arbitro: | Camplone (Pescara) |

|                      |           |              |
| Eramo 63’ Brosco 93’ | Marcatori | 19’ Jagiełło |

| Arbitro: | Marchetti (Ostia) |

|               |           |                  |
| Stępiński 23’ | Marcatori | 28’, 56’ Dionisi |

| Arbitro: | Ros (Pordenone) |

|               |           |                |
| Dionisi 90+5’ | Marcatori | 68’ Novakovich |

| Arbitro: | Ayroldi (Molfetta) |

|                      |           |  |
| Ardemagni 48’ (rig.) | Marcatori |  |

| Arbitro: | Abbattista (Molfetta) |

|  |           |                |
|  | Marcatori | 2’, 24’ Tutino |

| Arbitro: | Maggioni (Lecco) |

|             |           |           |
| Ciurria 11’ | Marcatori | 67’ Mosti |

| Arbitro: | Massimi (Termoli) |

|  |           |                            |
|  | Marcatori | 10’ Mastinu 36’ M. Marconi |

| Chiavari 6 marzo 2021, ore CET 27ª giornata | Virtus Entella     | 0 – 0 referto | Ascoli | Stadio comunale di Chiavari\| Arbitro: \| Marinelli (Tivoli) \| |
| Arbitro:                                    | Marinelli (Tivoli) |               |        |                                                                 |

| Arbitro: | Serra (Torino) |

|           |           |                |
| Bajić 87’ | Marcatori | 48’ Fiordilino |

| Arbitro: | Di Bello (Brindisi) |

|                  |           |                                     |
| Dessena 11’, 41’ | Marcatori | 40’ Bidaoui 52’ Dionisi 90+2’ Bajić |

| Ascoli Piceno 20 marzo 2021, ore CET 30ª giornata | Ascoli            | 0 – 0 referto | Cremonese | Stadio Cino e Lillo Del Duca\| Arbitro: \| Ghersini (Genova) \| |
| Arbitro:                                          | Ghersini (Genova) |               |           |                                                                 |

| Arbitro: | Valeri (Roma) |

|                          |           |              |
| Tremolada 45+1’ Kone 58’ | Marcatori | 21’ Quaranta |

| Arbitro: | Massimi (Termoli) |

|                        |           |               |
| Dionisi 60’ Sabiri 82’ | Marcatori | 90+6’ G. Gori |

| Arbitro: | Prontera (Bologna) |

|           |           |  |
| Šarić 63’ | Marcatori |  |

| Arbitro: | Giacomelli (Trieste) |

|            |           |                      |
| Valoti 26’ | Marcatori | 42’ Sabiri 53’ Bajić |

| Arbitro: | Sozza (Seregno) |

|                       |           |  |
| Dionisi 39’ Bajić 60’ | Marcatori |  |

| Arbitro: | Abisso (Palermo) |

|                            |           |                      |
| Cionek 17’ A. Montalto 62’ | Marcatori | 41’ Bajic 49’ Sabiri |

| Arbitro: | Rapuano (Rimini) |

|                      |           |  |
| Büchel 39’ Bajić 49’ | Marcatori |  |

| Arbitro: | Di Martino (Teramo) |

|                                |           |  |
| Canotto 17’, 58’ Garritano 80’ | Marcatori |  |

### Coppa Italia
| Arbitro: | Massimi (Termoli) |

|              |           |                                             |
| Ghazoini 89’ | Marcatori | 12’ Rosi 24’ Murano 42’ Dragomir 46’ Lunghi |

## Statistiche

### Statistiche di squadra
Statistiche aggiornate al 16 aprile 2021.
| Competizione | Punti         | In casa | In casa | In casa | In casa | In casa | In casa | In trasferta | In trasferta | In trasferta | In trasferta | In trasferta | In trasferta | Totale | Totale | Totale | Totale | Totale | Totale | DR  |
| Competizione | Punti         | G       | V       | N       | P       | Gf      | Gs      | G            | V            | N            | P            | Gf           | Gs           | G      | V      | N      | P      | Gf     | Gs     | DR  |
| ------------ | ------------- | ------- | ------- | ------- | ------- | ------- | ------- | ------------ | ------------ | ------------ | ------------ | ------------ | ------------ | ------ | ------ | ------ | ------ | ------ | ------ | --- |
| Serie B      | 5             | 19      | 8       | 5       | 6       | 18      | 19      | 18           | 3            | 6            | 9            | 19           | 26           | 37     | 11     | 11     | 15     | 37     | 45     | -12 |
| Coppa Italia | Secondo turno | 1       | 0       | 0       | 1       | 1       | 4       | 0            | 0            | 0            | 0            | 0            | 0            | 1      | 0      | 0      | 1      | 1      | 4      | -3  |
| Totale       | 5             | 20      | 8       | 5       | 7       | 19      | 23      | 18           | 3            | 6            | 9            | 19           | 26           | 38     | 11     | 11     | 16     | 38     | 49     | -15 |

### Andamento in campionato
| Giornata  | 1 | 2  | 3  | 4  | 5  | 6  | 7  | 8  | 9  | 10 | 11 | 12 | 13 | 14 | 15 | 16 | 17 | 18 | 19 | 20 | 21 | 22 | 23 | 24 | 25 | 26 | 27 | 28 | 29 | 30 | 31 | 32 | 33 | 34 | 35 | 36 | 37 | 38 |
| --------- | - | -- | -- | -- | -- | -- | -- | -- | -- | -- | -- | -- | -- | -- | -- | -- | -- | -- | -- | -- | -- | -- | -- | -- | -- | -- | -- | -- | -- | -- | -- | -- | -- | -- | -- | -- | -- | -- |
| Luogo     | T | C  | T  | C  | T  | C  | C  | T  | C  | T  | T  | C  | T  | T  | C  | T  | C  | T  | C  | C  | T  | C  | T  | C  | T  | C  | T  | C  | T  | C  | T  | C  | C  | T  | C  | T  | C  | T  |
| Risultato | N | P  | P  | V  | P  | P  | N  | P  | P  | P  | N  | P  | P  | P  | V  | N  | V  | P  | N  | V  | V  | N  | P  | P  | N  | P  | N  | N  | V  | N  | P  | V  | V  | V  | V  | N  | V  | P  |
| Posizione | 4 | 14 | 19 | 18 | 18 | 18 | 19 | 19 | 19 | 20 | 20 | 20 | 20 | 20 | 19 | 18 | 18 | 18 | 18 | 18 | 18 | 17 | 17 | 17 | 17 | 17 | 16 | 16 | 16 | 16 | 17 | 16 | 16 | 16 | 16 | 16 | 15 | 16 |

Legenda:

Luogo: C = Casa; T = Trasferta. Risultato: V = Vittoria; N = Pareggio; P = Sconfitta.

### Statistiche dei giocatori
| Giocatore        | Serie B  | Serie B | Serie B     | Serie B    | Coppa Italia | Coppa Italia | Coppa Italia | Coppa Italia | Totale   | Totale | Totale      | Totale     |
| Giocatore        | Presenze | Reti    | Ammonizioni | Espulsioni | Presenze     | Reti         | Ammonizioni  | Espulsioni   | Presenze | Reti   | Ammonizioni | Espulsioni |
| ---------------- | -------- | ------- | ----------- | ---------- | ------------ | ------------ | ------------ | ------------ | -------- | ------ | ----------- | ---------- |
| A. Aulōnitīs     | 15       | 0       | 3           | 0          | 0            | 0            | 0            | 0            | 15       | 0      | 3           | 0          |
| R. Bajic         | 34       | 12      | 3           | 0          | 0            | 0            | 0            | 0            | 34       | 12     | 3           | 0          |
| S. Bidaoui       | 18       | 1       | 1           | 0          | 0            | 0            | 0            | 0            | 18       | 1      | 1           | 0          |
| L. Bolletta      | 0        | 0       | 0           | 0          | 0            | 0            | 0            | 0            | 0        | 0      | 0           | 0          |
| M. Büchel        | 27       | 1       | 11          | 2          | 0            | 0            | 0            | 0            | 27       | 1      | 11          | 2          |
| R. Brosco        | 33       | 1       | 9           | 2          | 0            | 0            | 0            | 0            | 33       | 1      | 9           | 2          |
| F. Cacciatore    | 1        | 0       | 0           | 0          | 0            | 0            | 0            | 0            | 1        | 0      | 0           | 0          |
| F. Caligara      | 15       | 0       | 4           | 1          | 0            | 0            | 0            | 0            | 15       | 0      | 4           | 1          |
| G. Cangiano      | 25       | 1       | 2           | 0          | 1            | 0            | 1            | 0            | 26       | 1      | 3           | 0          |
| M. Cavion        | 17       | 1       | 1           | 0          | 1            | 0            | 0            | 0            | 18       | 1      | 1           | 0          |
| G Charpentier    | 1        | 0       | 0           | 0          | 0            | 0            | 0            | 0            | 1        | 0      | 0           | 0          |
| C. Chiricò       | 18       | 0       | 4           | 0          | 1            | 0            | 0            | 0            | 19       | 0      | 4           | 0          |
| G. Corbo         | 14       | 0       | 2           | 1          | 1            | 0            | 0            | 0            | 15       | 0      | 2           | 1          |
| T. D'Orazio      | 14       | 0       | 1           | 0          | 0            | 0            | 0            | 0            | 14       | 0      | 1           | 0          |
| A. Danzi         | 14       | 0       | 2           | 0          | 0            | 0            | 0            | 0            | 14       | 0      | 2           | 0          |
| F. Dionisi       | 18       | 6       | 6           | 0          | 0            | 0            | 0            | 0            | 18       | 6      | 6           | 0          |
| C. Dōnīs         | 5        | 0       | 0           | 0          | 1            | 0            | 0            | 0            | 6        | 0      | 0           | 0          |
| M. Eramo         | 23       | 1       | 6           | 0          | 1            | 0            | 0            | 0            | 24       | 1      | 6           | 0          |
| A. Gerbo         | 13       | 0       | 4           | 0          | 0            | 0            | 0            | 0            | 13       | 0      | 4           | 0          |
| E. Ghazoini      | 0        | 0       | 0           | 0          | 1            | 1            | 1            | 0            | 1        | 1      | 1           | 0          |
| O. Kragl         | 21       | 1       | 3           | 1          | 0            | 0            | 0            | 0            | 21       | 1      | 3           | 1          |
| N. Leali         | 35       | -43     | 2           | 0          | 0            | 0            | 0            | 0            | 35       | -43    | 2           | 0          |
| A. Malle         | 1        | 0       | 0           | 0          | 0            | 0            | 0            | 0            | 1        | 0      | 0           | 0          |
| R. Matos         | 3        | 0       | 0           | 0          | 1            | 0            | 0            | 0            | 4        | 0      | 0           | 0          |
| N. Mosti         | 9        | 1       | 1           | 0          | 0            | 0            | 0            | 0            | 9        | 1      | 1           | 0          |
| K. Ndiaye        | 0        | 0       | 0           | 0          | 0            | 0            | 0            | 0            | 0        | 0      | 0           | 0          |
| N. Ninković      | 0        | 0       | 0           | 0          | 0            | 0            | 0            | 0            | 0        | 0      | 0           | 0          |
| S. Padoin        | 1        | 0       | 0           | 0          | 0            | 0            | 0            | 0            | 1        | 0      | 0           | 0          |
| V. Parigini      | 10       | 0       | 3           | 0          | 0            | 0            | 0            | 0            | 10       | 0      | 3           | 0          |
| D. Petrucci      | 1        | 0       | 1           | 0          | 0            | 0            | 0            | 0            | 1        | 0      | 1           | 0          |
| N. Pierini       | 12       | 0       | 0           | 0          | 0            | 0            | 0            | 0            | 12       | 0      | 0           | 0          |
| S. Pinna         | 7        | 0       | 3           | 0          | 0            | 0            | 0            | 0            | 7        | 0      | 3           | 0          |
| D. Pinto         | 0        | 0       | 0           | 0          | 1            | 0            | 0            | 0            | 1        | 0      | 0           | 0          |
| R. Pucino        | 32       | 1       | 4           | 0          | 0            | 0            | 0            | 0            | 32       | 1      | 4           | 0          |
| D. Quaranta      | 20       | 1       | 3           | 0          | 0            | 0            | 0            | 0            | 20       | 1      | 3           | 0          |
| A. Sabiri        | 32       | 8       | 6           | 0          | 0            | 0            | 0            | 0            | 32       | 8      | 6           | 0          |
| D. Šarić         | 34       | 1       | 7           | 0          | 1            | 0            | 0            | 0            | 35       | 1      | 7           | 0          |
| F. Sarr          | 3        | -5      | 0           | 0          | 1            | -4           | 0            | 0            | 4        | -9     | 0           | 0          |
| D. Sarzi Puttini | 5        | 0       | 0           | 0          | 1            | 0            | 1            | 0            | 6        | 0      | 1           | 0          |
| S. Simeri        | 9        | 0       | 0           | 1          | 0            | 0            | 0            | 0            | 9        | 0      | 0           | 1          |
| S. Sini          | 5        | 0       | 2           | 0          | 1            | 0            | 0            | 0            | 6        | 0      | 2           | 0          |
| L. Spendlhofer   | 11       | 0       | 2           | 0          | 0            | 0            | 0            | 0            | 11       | 0      | 2           | 0          |
| A. Stoian        | 3        | 0       | 0           | 0          | 0            | 0            | 0            | 0            | 3        | 0      | 0           | 0          |
| E. Tassi         | 0        | 0       | 0           | 0          | 0            | 0            | 0            | 0            | 0        | 0      | 0           | 0          |
| N. Tofanari      | 2        | 0       | 0           | 0          | 0            | 0            | 0            | 0            | 2        | 0      | 0           | 0          |
| Ľ. Tupta         | 12       | 0       | 1           | 0          | 0            | 0            | 0            | 0            | 12       | 0      | 1           | 0          |
| A. Vellios       | 7        | 0       | 0           | 0          | 1            | 0            | 0            | 0            | 8        | 0      | 0           | 0          |